# 北京黑猪
北京黑猪是中国自主培育的家猪猪种。北京黑猪全身为黑色、体形中等。
北京黑猪起源于1950年代初，是原北京农场局下属的双桥农场和北郊农场选育的猪种。用巴克夏猪、约克夏猪、苏白猪及河北定县黑猪、通县、平谷地方猪等品种，杂交培育而成。后来曾引进前苏联的高加索猪等，导致外貌及性能产生差异。 1963年，北京市建立了养猪领导小组， 明确以上述杂交猪为基础的双桥黑猪和北郊黑猪的选育工作。 1972年，将双桥黑猪和北郊黑猪统一育种方案，统称为北京黑猪。
1982年12月，北京黑猪经北京市鉴定为新品种。北京黑猪育成技术1982年通过中国农业部鉴定并获部级技术进步一等奖，北京科技成果一等奖。